# Демандовски, Эвальд фон
Э́вальд фон Демандо́вски (нем. Ewald von Demandowsky; 21 октября 1906, Берлин — 7 октября 1946, Берлин) — немецкий кинодраматург, журналист, редактор, продюсер, глава киностудии Tobis.

## Биография
В 1930 году Демандовски вступил в НСДАП и сделал карьеру редактора по вопросам культурной политики в издании Völkischer Beobachter. В 1937 году Демандовски был назначен имперским кинодраматургом и возглавил производство кинокомпании Tobis. Выступил продюсером антибританского пропагандистского фильма «Дядюшка Крюгер» и фильма, пропагандировавшего эвтаназию, «Я обвиняю».
Находясь в браке, отец двоих детей Эвальд фон Демандовски в 1944 году закрутил роман с актрисой Хильдегард Кнеф, когда его жена и дети покинули Берлин из-за бомбардировок. В апреле 1945 года Демандовски призвали в фольксштурм, в мае 1945 года он попал в плен к полякам, но вскоре освободился и вернулся в Берлин.
В 1946 году Демандовски был арестован американской военной полицией и передан советской военной администрации. Был приговорён военным трибуналом гарнизона советского сектора Берлина к смертной казни и расстрелян в берлинском районе Лихтенберг. В начале 1990-х годов Демандовски был реабилитирован генеральной прокуратурой Российской Федерации.

## Сочинения
- Seine Majestät der Kindskopf. Eine Komödie in 3 Akten frei nach Axel Delmar, 1935
- Feine Leute. Eine Spekulantenkomödie in 3 Akten frei nach Axel Delmar, 1935
- Revolution bei Busse, Bühnenstück, 1936
- Busse & Sohn, Bühnenstück, 1941